# Faxiang
Faxiang – (Cechy Dharm; chiń. 法相 pinyin Fǎxiàng; kor. 법상 Beopsang; jap. Hossō; wiet. Pháp tương) – chińska szkoła buddyjska (chiń. zong 宗) będąca odpowiednikiem czittamatry. Była także nazywana Szkołą Idealistyczną (chiń. 唯識宗 pinyin wéishí zōng, pol. Tylko Świadomość; kor. 유식종 yusik jong; jap. yuishikigyō; wiet. duy thức tông). Powstała około VII wieku w Chinach, zastępując wcześniejszą szkołę – 攝論 shelun.

## Historia szkoły
Szkoła ta oparta była na pismach dwóch braci – Asangi i Wasubandhu, którzy działali w IV lub V wieku. Asanga napisał bardzo ważny tekst dla istnienia szkoły zatytułowany Mahāyānasaṃgraha (Kompendium mahajany). Ten tekst stał się podstawą istnienia szkoły Trzech Traktatów – sanlun. Został on przetłumaczony w 3 zwojach przez Paramarthę w 563 r. (chiń. Shedacheng lun). Ten tekst został jeszcze dwukrotnie przetłumaczony w Chinach. W 531 r. dokonał tego w Luoyangu Buddhaśānta; tłumaczenie liczyło 2 zwoje. Trzecim tłumaczeniem był przekład dokonany w klasztorze Cien pomiędzy 14 stycznia 649 r. a 31 lipca tego samego roku przez Xuanzanga, składający się z 3 zwojów i zatytułowany Shedacheng lunben.
Na początku VI w. podczas tłumaczenia komentarza Wasubandhu do Daśabhumikastropadeśa (skr. Daśabhūmikasūtropadeśa, pol. Sutra dziesięciu etapów) przez Bodhiruciego i Ratnamatiego, doszło między nimi do rozłamu, gdyż nie mogli uzgodnić stanowisk odnośnie do pewnych zagadnień interpretacyjnych. Bodhiruci optował za bardziej ortodoksyjnym rozumieniem w stylu jogaczary, natomiast Ratnamati preferował bardziej hybrydową ideologię jogaczary-tathatagarbhy. Główna różnica polegała na tym, iż pierwsze podejście podkreślało usuwanie przeszkód w umyśle, a drugie podkreślało ontologicznie czystą naturę, która jaśnieje, gdy tylko zanieczyszczenia zostaną usunięte. Ich spór miał długotrwały wpływ na buddyzm chiński. Interpretacja Bodhiruciego pozwoliła na powstanie chińskiej szkoły buddyjskiej zwanej północną dilun, a zwolennicy Ratnamatiego założyli południową dilun. Spór ten zaostrzył się w połowie VI wieku, gdy indyjski tłumacz Paramartha (skr. Paramārtha) wprowadził do Chin jeszcze inną wersję jogaczary zgodną z ideologią tathagatagarbhy, która wprowadziła do rzeczywistego świata dziewiątą świadomość (amalawidźniana, pol. czysta świadomość), która pojawia się wraz z oświeceniem. Szkoła trzymała się tych poglądów wbrew indyjskim tekstom. Kluczowym tekstem nowej szkoły nazwanej shelun stała się Mahajanasangraha (skt. Mahāyānasaṃgraha) Asangi.      
Sam Xuanzang jeszcze przed podróżą do Indii studiował doktrynę wyrażoną w Mahāyānasaṃgraha, jednak ponieważ opinie nauczycieli bardzo się różniły, postanowił w 629 r. udać się do Indii i opanować prawdziwą interpretację doktryny. Na wielkim uniwersytecie w Nalandzie studiował u takich nauczycieli jak Śilabhadra, który był uczniem Dharmapali. Dharmapala był z kolei uczniem Dignagi, który studiował pod kierunkiem samego Wasubandhu. Powrócił do Chin w 645 r. przynosząc z sobą ponad sześćset tekstów. 
Szkołę faxiang stworzył Xuanzang przy pomocy swojego głównego ucznia – Kuiji (632–682).
Po powrocie do Chin Xuanzang podjął się wysiłku przetłumaczenia przywiezionych z sobą najważniejszych tekstów idealistycznych. Jego uczeń Kuiji usystematyzował nauki szkoły w dwóch ważnych tekstach:
- Fayuan yilinzhang (Rozdział o lesie znaczeń w ogrodzie prawa)
- Cheng weishilun shuji (Notatki o Traktacie o zakończeniu ideacji)[3].

Inne ważne teksty tej szkoły, to:
- Cheng weishi lun (Traktat o ukończeniu ideacji) w tłumaczeniu Xuanzanga
- Madhyāntavibhāṇga(kārikā) (Rozprawa o rozróżnieniu pomiędzy środkiem a krańcowościami) Maitreji[d].
- Viṃśatikā(vṛtti) (Traktat w dwudziestu zwrotkach) Wasubandhu[e]
- Triṃśikā(kārikā) (Traktat w trzydziestu zwrotkach) Wasubandhu[f]
- Mahāyānaśraddhotpāda (Rozprawa o przebudzeniu wiary w mahajanie) Aśvaghoṣy[g].

Szkoła ta rozwijała się dochodząc do apogeum w połowie istnienia dynastii Tang (618–907). Jednak po śmierci Xuanzanga i Kuiji zaczęła powoli upadać. Zasadniczo szkoła nie przetrwała wielkich prześladowań buddyzmu w 845 r. Prawdopodobnie do jej schyłku przyczyniła się także opinia myślicieli szkoły huayan, którzy w swojej pięciostopniowej klasyfikacji nauk Buddy umieścili weishi zaledwie jeden stopień wyżej niż hinajanę, lecz niżej od takich szkół jak tiantai, chan i huayan.
W XIX w. Yang Wenhui rozpoczął wzrost zainteresowania filozofią tej szkoły. Później jej filozofia wywarła duży wpływ na Taixu, jednej z największych postaci XX-wiecznego ożywienia buddyjskiego w Chinach. Dokonał ważnych reinterpretacji idei szkół jogaczary, huayan i tiantai. Do ożywienia nauk szkół doktrynalnych w dużym stopniu przyczyniły się odkrycia tekstów w Dunhuangu. Wykłady na temat komentarzy do nauk dharmalakszany (jogaczary) prowadził Deyi. 
W 1919 r. otworzono Chiński Instytut Metafizyczny (chiń. Zhina Neixue Yuan), który w 1921 r. zaoferował kursy uniwersyteckie (chiń. daxue zhuanke) i zmienił nazwę na Uniwersytet Dharmalakszany (chiń. Faxiang Daxue) w 1925 r. Zapisywać się mogli tylko absolwenci szkół średnich.
Ożywienie szkoły dharmalakszany było prowadzone głównie przez intelektualistów, takich jak Yang Wenhui, a przyczyniło się także do tego odzyskanie tekstów znalezionych w Japonii.
Były także próby połączenia filozofii dharmalakszany z neokonfucjanizmem, co propagował Xiong Shili. 
Takie szkoły jak jogaczara, awatamsaka i tiantai często łączyły się i występowały pod ogólną nazwą „szkół doktrynalnych” (chiń. jiaomen).
Szkoła została przeniesiona do Korei, gdzie stała się znana pod nazwą beopsang. W Korei szkoła ta przetrwała do panowania antybuddyjskiej dynastii Joseon. Do Japonii przeniósł ją mnich Dōshō, a później jeszcze kilku innych mnichów. Nosi nazwę hossō i zasadniczo przetrwała do dziś.

## Doktryna
Jednym z głównych tematów poruszanych w dziele Asangi była alajawidźniana czyli świadomość (sans. widźniana) magazynująca (sans. alaja), której zadaniem jest przechowywanie wszelkich idei odbijanych w umyśle i ich koordynowanie. Jest to zatem magazyn, w którym wszystkie czyste i zanieczyszczone idee są łączone lub mieszane między sobą. Gdy te idee schodzą do codziennego świata przejawiają siebie w fenomenalnym istnieniu. Magazyn jest w samym centrum, podczas gdy świat przejawiony w procesie ideacji tworzy środowisko. Z doskonałego oświecenia Buddy czyste produkty ideacji oczyszczają zanieczyszczone partie z magazynu ideacji i prowadzą je do stanu prawdy, w którym nie ma rozróżnienia pomiędzy przedmiotem a podmiotem.
Główna idea szkoły faxiang została zaczerpnięta z fragmentu z dzieła Wasubandhu idam sarvam vijñaptimātrakam (Cały ten świat jest tylko ideacją). Czyli cały zewnętrzny świat jest tylko produktem naszej świadomości, a więc świat zewnętrzny nie istnieje, a wewnętrzna ideacja prezentuje to, co widzimy, jakby to był zewnętrzny świat. 

### Teoria umysłu
Ponieważ umysł zajmuje bardzo ważną rolę w doktrynie tej szkoły, był podmiotem drobiazgowych analiz. Myśliciele tej tradycji podzielili go na osiem, całkowicie oddzielnych, świadomości. Według nich podział jest następujący:
- Pięć świadomości zmysłów: świadomość widzenia, świadomość słyszenia, świadomość zapachu, świadomość smaku i świadomość dotyku.
- Manovijñāna lub manas-vijñāna (sans. मानस-विज्ञान; chiń. 意識 yìshi) – organ postrzegania, czyli świadomy umysł, który tworzy pojęcia z postrzeżeń otrzymywanych z zewnątrz. Traktowany jako szósty zmysł.
- Manas (sans. मानस; chiń.) – ośrodek myślenia, umysł świadomości siebie, woli i rozumowania na podstawie ukierunkowania na siebie.
- Ālayavijñāna (sans. आलयविज्ञान; chiń. 阿賴耶識 ālài yéshi) – świadomość magazynująca[12].

Świadomość magazynująca jest składnicą, w której są magazynowane „nasiona” (skr. bījā) czyli skutki karmy działającej od niemającego początku czasu. Dlatego inną jej nazwą były także vipākavijñāna – świadomość karmicznej spłaty, oraz sarvabījākavijñāna – świadomość wszystkich nasion. Każdy czyn i myśl generuje rodzaj „odcisku” czy też wrażenia, będący rodzajem duchowej energii, która jest przechowywana w alaji. Ta energia pozostaje tam nawet po zaniknięciu myśli i zaprzestaniu działania, czyli w bardzo szerokim znaczeniu może być kojarzona z pamięcią. Te wrażenia (odciski) oczekują w alaji na dogodne warunki, aby się ujawnić. Sama alaja nie posiada aktywnej energii i nigdy nie działa sama z siebie, jest jak lustro lub gładka powierzchnia oceanu, które „oczekują” na jakiś czynnik, który je zakłóci. Tym czynnikiem jest manas, umysł świadomości siebie lub ośrodek myślenia. Gdy alaja jest zakłócona przez manas, wtedy owe nasiona (wrażenia, odciski) zgromadzone w alaji, budzą się ze swojego uśpionego stanu i stają się odpowiedzialne za narodziny poszczególnych obiektów – dobrych, złych lub neutralnych. Można ten proces nazwać procesem indywidualizacji.
Manas jest, inaczej mówiąc, umysłem rozróżniającym. Jego czynności rozróżniające są możliwe jedynie w alaji, ale sama alaja jest całkowicie neutralna i nie jest świadoma siebie. Z tego powodu jest zależna od manasu. Manas jest wolą, nieustannie potwierdzający siebie poprzez wpływanie na czynności umysłowe. Rozwija on świadomość ja, co powoduje powstanie dualizmu podmiotu i przedmiotu. Tworzy ten dualizm z jedności alaji.
W swoich rozróżniających działaniach manas zawsze pracuje w połączeniu z umysłem (manowidźnianą) i pięcioma zmysłami. Gdy manas tworzy dualizm podmiotu i przedmiotu, wtedy zmysły zaczynają działać automatycznie; cały system jest wprawiony w ruch, a za tym idzie ciąg postrzegania, poznania i osądu.
Zmysły nie mają inteligencji poza swoim polem działania i to, czego doświadczają jest przenoszone do manasu bez jakiejkolwiek interpretacji. Manas zbiera wszelkie przesłane informacje, przesiewa i aranżuje je, a następnie odsyła z powrotem do sfery zmysłów. W tym samym czasie manas jest połączony z alają. Odciski czy też nasiona  działań i myśli popełnione przez podmiot są przekazywane do alaji przez manas, i są one dodawane do magazynu nasion już w nim przechowywanych. Alaja jest więc nieustannie uzupełniana nowymi nasionami. Uważa się, że system jest w ciągłych zmianach, z  nasionami wpływającymi na zewnętrzne przejawianie się, a te przejawiania się dodają nowe nasiona czy też odciski do alaji. Zostało to wyrażone w ulubionym przez tę szkołę cytacie: 
Nasiono tworzy przejawianie
Przejawianie nasyca zapachem nasiono.
Te trzy elementy (nasiono, przejawianie i nasycanie zapachem) włączają się nieustannie,
A przyczyna i skutek wydarzają się naraz i w tym samym czasie.
W tym sensie manas jest łącznikiem pomiędzy alają a sześcioma zmysłami i jest czynnikiem, który wprowadza cały system w ruch. Dzięki wprowadzeniu idei ego jest on także odpowiedzialny za następstwa pożądań, namiętności, ignorancji, wiary w świat zewnętrzny itd. W takiej sytuacji alaja zostaje zanieczyszczona przez manas i sześć świadomości. Mimo tego alaja nie traci swojej tożsamości i czystości – jest po prostu tylko zabrudzona. Konieczna jest wtedy zmiana działania manasu.  Jest to możliwe, gdyż manas nie jest ślepą wolą – jest inteligentny i zdolny do oświecenia. Zadaniem jest uczynienie, aby manas zaczął działać właściwie, a wtedy przestanie tworzyć rozróżnienia i będzie przekazywał alaji tylko dobre nasiona. Manas jest zatem trzpieniem, wokół którego obraca się cała buddyjska dyscyplina. W tej dyscyplinie leży siła mogąca oświecić manas. Można to uczynić poprzez osiągnięcie pradźni, czyli doskonałej mądrości, która jest prawdą poza dualizmami. W tym stanie świat zewnętrzny zostaje ujawniony jako iluzoryczny, a prawdziwa natura dharm jest całkowicie zrozumiana. Alaja zostaje przekroczona, a autentyczna takość czyli tahata, która jest poza przypadkowymi relacjami i która jest opisywana jako harmonia noumenu i fenomenu, zostaje teraz urzeczywistniona. Takość zawsze pozostaje w stanie nieruchomym i jest personalna, czysta i błogosławiona. A także wieczna, stała i absolutna. Jest „wielką normą”, czyli oświeceniem. Gdy osiągnięty zostaje ten stan, wtedy manas nie będzie już więcej myślał w wyrażeniach podmiotu i przedmiotu oraz będzie przekazywał alaji tylko dobre nasiona, co ją ponownie oczyści.
Zasadniczo powyższa teoria umysłu została przyjęta przez inne szkoły mahajany.

### Weishi a mahajana
W dziele Xuanzanga Cheng weishi lun autor poświęcił sporo miejsca opracowaniu teorii nasion, które przechowywane są w alaji. Zostały one opisane jako te ze skalaniami i te bez skalań. Odczuwające istoty posiadają oba te rodzaje nasion. Z powodu działania nieczystych nasion istoty przebywają w sansarze, ale z powodu działania niezanieczyszczonych nasion – uciekają z sansary do nirwany. Jednak – w przeciwieństwie do innych szkół mahajany – szkoła weishi utrzymywała, że nie wszystkie istoty posiadają nieskalane nasiona, a zatem nie wszystkie istoty są zdolne osiągnąć stan Buddy.    

### Trzy prawdy
Szkoła madhjamiki stworzyła teorię dwu prawd – na poziomie uwarunkowanym i na poziomie absolutnym. Natomiast szkoła faxiang, która również zajmowała się tym problemem, stworzyła teorię trzech prawd lub trzech natur – triswabhava (skr. trisvabhāva)
- 1. Parikalpita – jest prawda na poziomie wyłącznej wyobraźni.

Prawda ta odnosi się do fałszywych czyli wyimaginowanych aspektów prawdy i rozpoznaje rzeczy tak jak one objawiają się naszym zmysłom.
- 2. Paratantra – prawda zależności od innych.

Ta prawda rozpoznaje, iż wszystkie rzeczy zależą od kombinacji i wzajemnego oddziaływania przyczyn i warunków. Ma ona więc tylko chwilowe istnienie. Zazwyczaj paratantra jest skalana przez parikalpitę.
- 3. Pariniśpanna – prawda ostatecznej rzeczywistości, dosłownie spełnienie lub ukoronowanie.

Ta prawda zawiera kompletne i doskonałe zrozumienie. Przenika ona poza zasłonę nietrwałości, aby osiągnąć absolutną wiedzę, która przekracza całą warunkowość i względność. Zasadniczo chodzi o usunięcie parikalkpity z paratantry i pozostawienie jedynie czystej paratantry.
Ponieważ pojęcie „własnej natury” jest per se ideą parikalpiczną, która zakłada istnienie „jaźni”, więc muszą być wyeliminowane. Zatem te trzy natury/prawdy są właściwie trzema „nie własnymi naturami/prawdami” (skr. tri-niḥsvabhāva). Parikalpita jest pozbawiona własnej natury, gdyż jest ex definitio nieprawdziwa, nierzeczywista. Również i paratantra nie ma własnej natury, gdyż jej zależność wyklucza naturę ja. Pariniśpanna jogaczary, jest właściwie odpowiednikiem madhjamicznej siunjaty (pustki), więc oznacza brak we wszystkim własnej natury, jest antytezą własnej natury. Zatem te trzy własne natury, są ostatecznie rozumiane jako trzy „nie własne natury”.

## Szkoła faxiang
- Silabhadra
  - Xuanzang (602–664) 
    - Dōshō (629–700) wprowadził szkołę do Japonii (Hossō)
    - Dasheng Kuiji (632–682) pierwszy patriarcha
      - Huizhao (650–714) drugi patriarcha
        - Zhizhou (668–723) trzeci patriarcha
          - Gembō (zm. 746) wprowadził szkołę do Japonii

    - Sungyeong (bd) Koreańczyk
    - Woncheuk (613–696) Koreańczyk 
      - Dojeung (bd) Korea

## Zobacz
- Osiemnaście elementów istnienia
- Ajatana
- Dwie prawdy